# Lago do Junco
Lago do Junco é um município brasileiro do estado do Maranhão. Sua população estimada para o ano de 2015 foi de 10.602 habitantes (IBGE/2015).
Está ligado aos municípios vizinhos de Lago da Pedra (a oeste) e Lago dos Rodrigues (a leste) pela rodovia MA 119.
Tornou-se conhecido nacionalmente por ser um grande exportador de óleo de babaçu através da agroindústria do extrativismo.
Devido a sua localização centralizada, no âmbito do Médio Mearim, está marcado para o ano de 2016 o início as primeiras aulas do polo regional da Universidade Federal do Maranhão (Plataforma Freire) no município.
É, ainda, considerado município modelo para o Maranhão por ter sido o pioneiro na criação de uma legislação municipal, de cunho social, ambiental e econômico, que tem levado desenvolvimento e melhoria de renda e qualidade de vida às quebradeiras de coco babaçu do município, a Lei 05/1997, ou simplesmente Lei do Babaçu Livre (a Lei 01/2002 é uma atualização e complementação daquela primeira).

## História
O povoamento de Lago do Junco foi iniciado em 1918 por Gonçalo Rodrigues, que lá se fixou com o objetivo de trabalhar na agricultura. A partir de 1925, com a chegada de contingentes de migrantes nordestinos, passaram a ser desenvolvidas atividades nos setores do extrativismo e da agropecuária, o que tornou o lugar num centro de comércio e exportação de grande importância na região do Mearim. Esse crescimento econômico e populacional estimulou Hosano Gomes Ferreira, político local de grande prestígio, a lutar pela emancipação de Lago do Junco, o que ocorreria em 26 de outubro de 1961, pela Lei 2151. Foi desmembrado do município de Ipixuna, hoje São Luís Gonzaga do Maranhão.

## Geografia
O município está localizado na parte oeste da Microrregião do Médio Mearim, uma região densamente povoada e composta por muitos municípios, localizada na região central do Maranhão.
| Área da unidade territorial [2024] | 328,525 km²                                                                                         |
| Hierarquia urbana [2018]           | Centro Local                                                                                        |
| Região de Influência [2018]        | Lago da Pedra - Centro de Zona A (4A)\; Arranjo Populacional de Pedreiras/MA - Centro Subregional B |
| Região intermediária [2024]        | Santa Inês - Bacabal                                                                                |
| Região imediata [2024]             | Pedreiras                                                                                           |
| Mesorregião [2022]                 | Centro Maranhense                                                                                   |
| Microrregião [2022]                | Médio Mearim                                                                                        |

Fonte: IBGE
| Bioma predominante [2024]             | Cerrado      |
| Área urbanizada [2019]                | 2,33 km²     |
| Esgotamento sanitário adequado [2010] | 18,9 %       |
| Arborização de vias públicas [2010]   | 83,8 %       |
| Urbanização de vias públicas [2010]   | 3,9 %        |
| População exposta ao risco [2010]     | 694 pessoas  |
| Sistema Costeiro-Marinho [2019]       | Não pertence |

Fonte: IBGE
Economia
| PIB per capita [2021]                                                                           | 7.950,66 R$      |
| Índice de Desenvolvimento Humano Municipal (IDHM) [2010]                                        | 0,581            |
| Total de receitas brutas realizadas [2023]                                                      | 53.517.013,26 R$ |
| Transferências correntes (Percentual em relação às receitas correntes brutas realizadas) [2023] | 95,17 %          |
| Total de despesas brutas empenhadas [2023]                                                      | 54.412.652,27 R$ |

Fonte: IBGE
| Salário médio mensal dos trabalhadores formais [2022]                                             | 1,4 salários mínimos |
| Pessoal ocupado [2022]                                                                            | 1.010 pessoas        |
| População ocupada [2022]                                                                          | 10,62 %              |
| Percentual da população com rendimento nominal mensal per capita de até 1/2 salário mínimo [2010] | 58,2 %               |

Fonte: IBGE
Educação
| Taxa de escolarização de 6 a 14 anos de idade [2010]             | 94,5 %           |
| IDEB – Anos iniciais do ensino fundamental (Rede pública) [2023] | 5,5              |
| IDEB – Anos finais do ensino fundamental (Rede pública) [2023]   | 4,7              |
| Matrículas no ensino fundamental [2023]                          | 1.362 matrículas |
| Matrículas no ensino médio [2023]                                | 646 matrículas   |
| Docentes no ensino fundamental [2023]                            | 186 docentes     |
| Docentes no ensino médio [2023]                                  | 51 docentes      |
| Número de estabelecimentos de ensino fundamental [2023]          | 24 escolas       |
| Número de estabelecimentos de ensino médio [2023]                | 7 escolas        |

Fonte: IBGE

## Lei do Babaçu Livre
A Lei do Babaçu Livre é considerada um divisor de águas para a cadeia produtiva do babaçu. Foi  primeira ferramenta jurídica criada por um ente público (no caso, a o município de Lago do Junco) visando a garantia dos direitos das quebradeiras de coco babaçu. Foi através desta lei que as quebradeiras de coco babaçu tiveram livre acesso às fazendas para a coleta do coco para, posteriormente, extraírem sua amêndoa. Além de garantir o livre acesso, os proprietários de terra ficaram obrigados a respeitar uma determinada cota de derrubada das palmeiras de babaçu, tendo em vista que a espécie é muito comum na região.
Depois de Lago do Junco, a lei foi copiada pelos municípios de Lago dos Rodrigues (Lei 32/1999), Esperantinópolis (Lei 255/1999), São Luís Gonzaga do Maranhão (Lei 319/2001), Imperatriz (Lei 1.084/2003), Lima Campos (Lei 466/2003), São José dos Basílios (Lei 52/2005), Cidelândia (Lei 01/2005) e Pedreiras (Lei 1.137/2005). Há, ainda, projeto de lei em tramitação no legislativo do município de Capinzal do Norte e discussão profunda em Dom Pedro e Governador Archer.

## Educação Rural
No município de Lago do Junco existem duas Escolas Famílias Agrícolas (EFAs). A primeira é a Escola Família Agricola Antonio Fontenele, na comunidade São Manoel. A outra é o CEFFA (Centro de Formação Familiar por Alternância) Manoel Monteiro que está localizado cerca de dois quilômetros da comunidade Pau Santo. No CEFFA Manoel Monteiro é oferecido o curso de ensino médio integrado na área agropecuária.

## Carnaval
Lago do Junco tem um dos melhores carnavais do Estado do Maranhão, atraindo foliões tanto de cidades vizinhas como daquelas mais distantes e até brincantes oriundos de outros estados, que procuram na cidade, diversão aliada a segurança, boa organização e muita paquera.